# 云纹石斑鱼
云纹石斑鱼又名電紋石斑魚（学名：Epinephelus radiatus）为輻鰭魚綱鱸形目鱸亞目鮨科石斑鱼属的鱼类。分布于印度西太平洋區，從紅海至巴布亞紐幾內亞，北起日本，南迄澳洲海域，棲息深度18-383公尺，體長可達70公分，可做為食用魚。该物种的模式产地在印度Madras。

## 扩展阅读
維基物種上的相關：云纹石斑鱼